# الکسی کاپلر
الکسی کاپلر (روسی: Алексей (born Лазарь) Яковлевич Каплер؛ ۱۱ اکتبر ۱۹۰۴ – ۱۱ سپتامبر ۱۹۷۹) کارگردان فیلم، فیلم‌نامه‌نویس و بازیگر اهل اتحاد جماهیر شوروی سوسیالیستی بود.
از فیلم‌ها یا برنامه‌های تلویزیونی که وی در آن نقش داشته‌است می‌توان به شنل (بازیگر) و پرنده آبی (فیلم‌نامه‌نویس) اشاره کرد.
وی همچنین برندهٔ جوایزی همچون نشان لنین شده‌است.